# Lisebergbanan
Lisebergbanan sont des montagnes russes en métal du parc Liseberg, situé à Göteborg, en Suède.
Quand l'entreprise d'Anton Schwarzkopf a fait faillite, il a travaillé avec Zierer pour construire des montagnes russes. Lisebergbanan ont été les premières d'entre elles. Il a été dit qu'elles étaient les montagnes russes préférées d'Anton Schwarzkopf.
Lisebergbanan veut dire ligne de chemin de fer de Liseberg en suédois. La gare de l'attraction ressemble à une gare ferroviaire.

## Construction
L'attraction est du modèle Custom, ce qui veut dire que l'attraction n'a pas été construite en série. C'est un modèle unique.

### Design du parcours

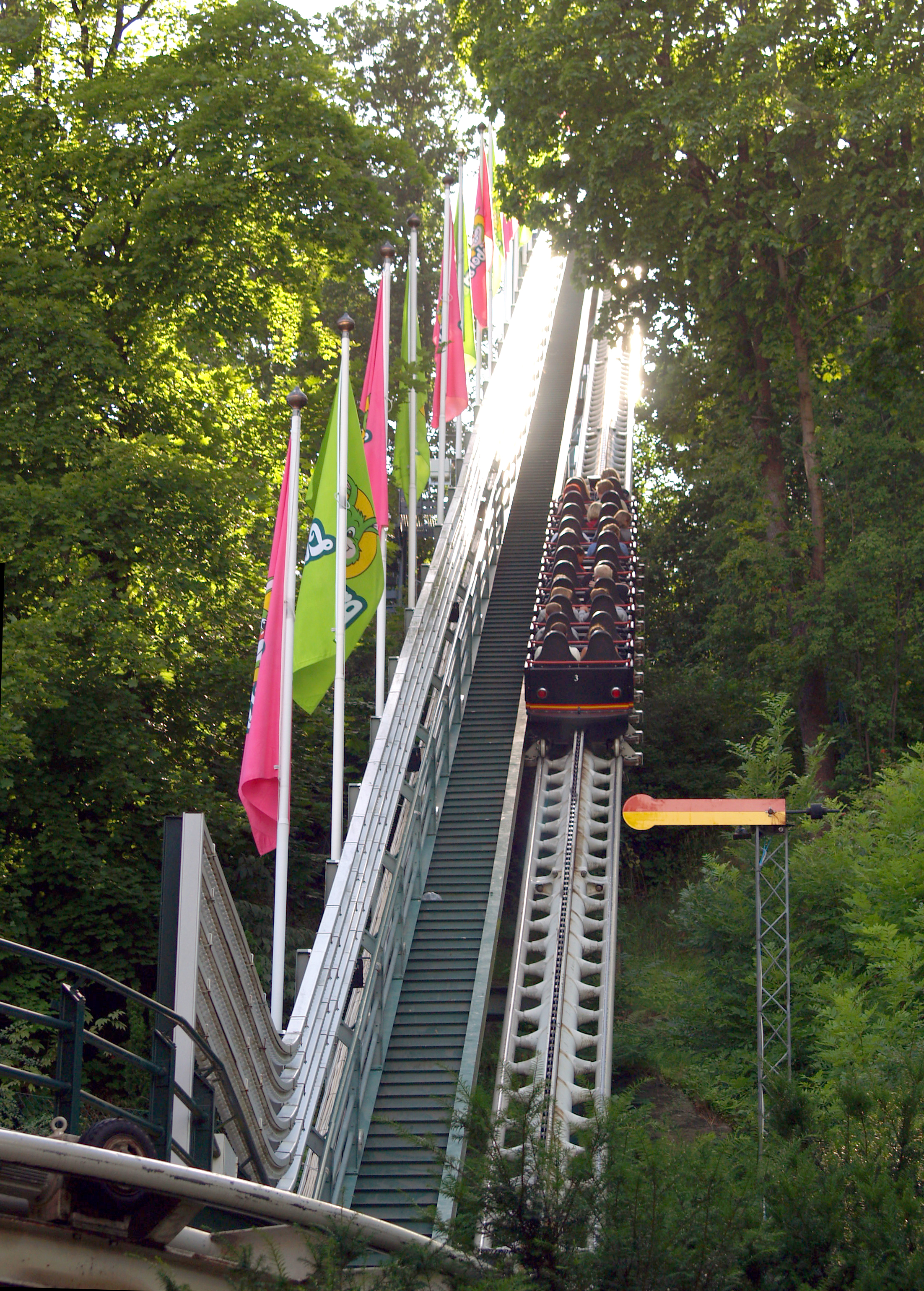
Le lift hill.

La difficulté de la construction du parcours est que l'attraction se trouve sur une colline boisée d'une hauteur d'environ 36 mètres, avec de la roche. Sur cette colline, il y avait déjà quelques attractions et des chemins de promenade. Le fait que Lisebergbanan, haut de 45 mètres, a été construit sur une colline naturelle et pas sur une construction en acier le rend très différent de la plupart des autres montagnes russes.
Les trains ont aussi eu une influence sur le parcours. Les wagons courts ont pu être utilisés pour des courbes serrées et des changements de directions rapides, ce qui n'aurait pas été possible avec des wagons plus longs.

### Grand nombre de visiteurs
Une difficulté supplémentaire était le grand nombre de visiteurs du parc. Les montagnes russes devaient avoir une capacité aussi grande que possible, pour que le temps d'attente ne soit pas trop élevé. Pour cette raison, l'attraction a été conçue pour que cinq trains puissent être sur le parcours en même temps. Les trains ont 11 rangs de deux places, pour un total de 22 personnes par train. Le temps entre les départs de deux trains est très court. Grâce à cela, la capacité horaire atteint 2 000 personnes. En été, le parc est ouvert en moyenne 12 heures par jour. Théoriquement, jusqu'à 24 000 personnes peuvent faire cette attraction en un jour.

## Parcours

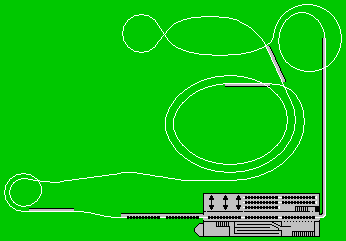
Parcours de Lisebergbanan.

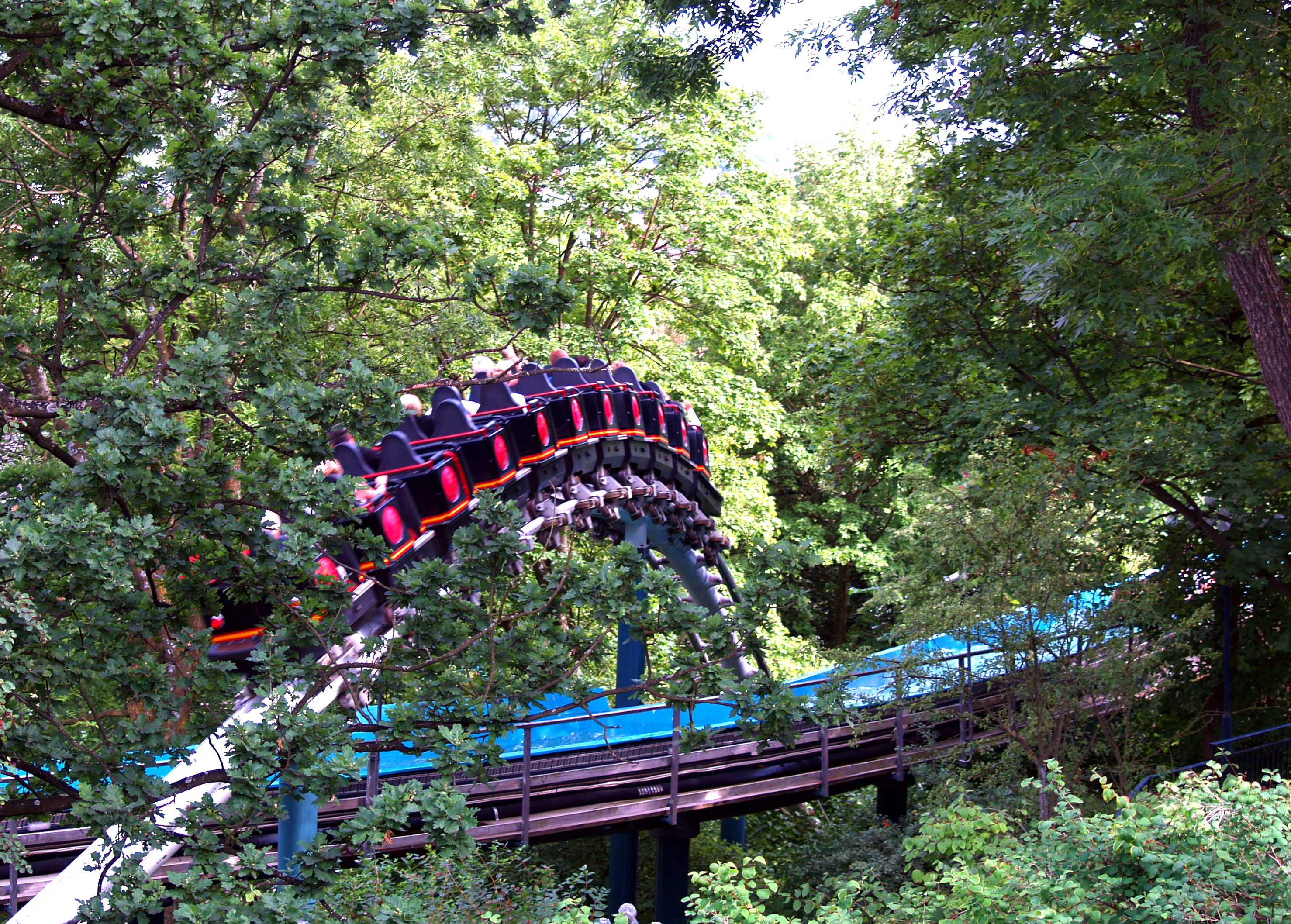
Une partie du parcours.

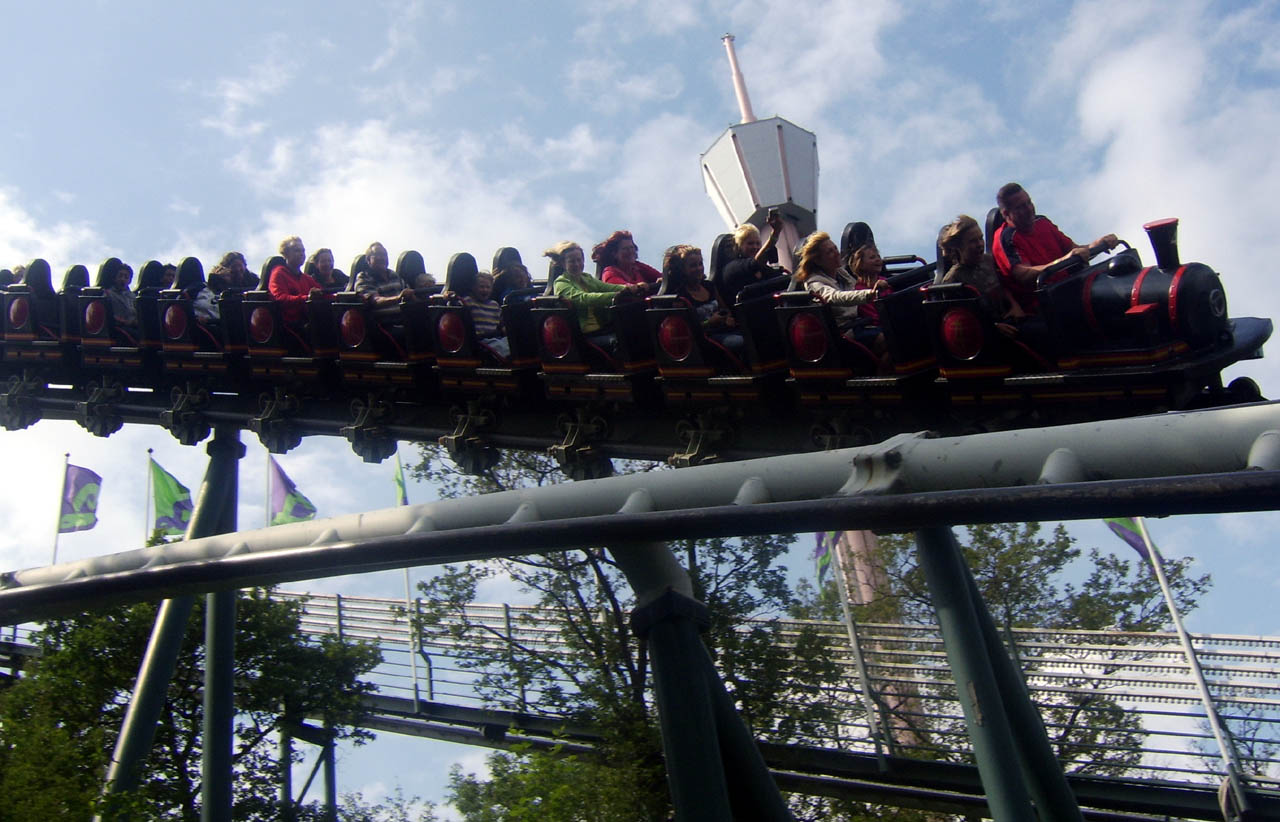
Lisebergbanan et la tour de chute libre AtmosFear.

Le parcours commence par un virage à 90 degrés vers la gauche suivi du lift hill, qui longe d'abord le sol avant de s'en détacher. Il mène les passagers 45 mètres plus haut. Il y a ensuite une spirale, qui commence par un virage à 180 degrés vers la gauche suivi d'un cercle autour du sommet du lift. Ensuite, il y a un virage autour du Turbo Drop Höjdskräcken. Après une zone de frein, il y a une grande spirale de deux tours et demi, qui passe plusieurs fois sous la plateforme de chargement du Screamin' Swing Uppswinget et par une deuxième zone de frein. Puis le train fait une montée et passe au-dessus des bûches FlumeRide. Après être descendu et remonté, le train entre dans une spirale de 540 degrés et dans les freins finaux.

## La gare et les trains

### Répartition des trains
La répartition des trains est toujours la suivante : un train est dans la zone d'embarquement, un train est sur le lift hill, deux trains sont sur le parcours en lui-même et le cinquième train s'approche de la gare.

### La gare
La gare se trouve en face de la colline, dans la partie principale du parc au niveau du sol. Elle a été construite dans le style d'une gare de la fin du XIXe siècle. L'entrée est décorée avec des peintures et éclairée par de grands lustres.

## Records
À leur ouverture le 18 avril 1987, Lisebergbanan étaient les montagnes russes les plus longues d'Europe, avec un parcours de 1548 mètres. Elles ont gardé ce record jusqu'en 1991 et l'ouverture de Ultimate à Lightwater Valley. 
Elles étaient aussi les montagnes russes les plus hautes d'Europe, avec une hauteur de 45 mètres, bien que la différence entre les rails et le sol ne dépassent jamais 20 mètres, puisqu'une grande partie du parcours suit les pentes naturelles, au milieu des arbres. Cette caractéristique classe Lisebergbanan dans la catégorie des montagnes russes terrain. Elles ont gardé ce record jusqu'en 1994, année de l'ouverture des méga montagnes russes Big One, à Pleasure Beach, Blackpool.

## Éclairage
Comme le parc ouvre souvent jusqu'à 23 heures, le parcours peut aussi de faire la nuit. Le lift hill est équipé de milliers d'ampoules, et la gare est éclairée de l'extérieur.

## Accident
En 2006, 21 personnes ont été blessées à cause d'une collision entre deux trains. L'accident s'est passé quand la chaîne du lift hill a mal fonctionné, causant un rollback. Un train plein est retourné en arrière vers la zone de chargement et est rentré en collision avec un train dans lequel des passagers montaient. Comme seulement une partie du train était sur le lift hill, le système anti-rollback n'a pas fonctionné. L'attraction a rouvert après un ajustement technique.